# 内田仙司
内田 仙司（うちだ せんじ、1863年〈文久3年〉 - 1933年〈昭和8年〉）は、日本の大工。棟梁として主に神社仏閣建築を手がけた。

## 来歴
現在の岐阜県揖斐川町白樫（当時は美濃国）に生まれる。16歳で父の業を継ぎ大工となる。その後修業を重ね、京都の伊藤平左衛門、東京の中川銀次郎の教えを受ける。
21歳から棟梁として多くの寺社建築を手がけた。とりわけ、1912年（明治45年）に着工した東本願寺大垣別院大伽藍の設計に採用され、1923年（大正12年）からの東本願寺内事日本館の棟梁を務めたことで名声を高めることとなった。
没後、出身地にある白樫神社に像が建立された（当初は銅像だったが金属回収令により撤去され、コンクリートで再建）。
2020年には、文化庁の国立近現代建築資料館が実施した展覧会「日本のたてもの 工匠と近代化 ― 大工技術の継承と展開」に取り上げられた。